# Lollapalooza (John Adams)
Lollapalooze is een compositie van John Adams.
Dit werk voor symfonieorkest was een cadeautje voor de veertigste verjaardag van dirigent Simon Rattle, die in het Verenigd Koninkrijk menig werk van hem leidde. Adams werd geïntrigeerd door het woord Lollapalooza. Adams probeerde de etymologische geschiedenis van het woord te achterhalen, maar kwam niet verder dan dat toch allemaal “uiterst vaag” bleef.  Hij bleef hangen bij de verklaring van H.L. Mencken, dat het een boksterm zou zijn waarbij een slag leidt tot een knock-out. Muzikaal leidde Lollapalooza in zijn oren tot een soort morsecode (···-·). Drie korte klanken lol-la-pa) worden afgewisseld door een lang (loo) en eindigt weer met een kort (za). Adams vertaalde dat naar accenten in het zware koper (trombones en tuba) die het werk overheersen (tonen C-C-C-Es-C). 
Simon Rattle leidde de eerste uitvoering gespeeld door het City of Birmingham Symphony Orchestra op 10 november 1995. De volgende dag speelde die combinatie het werk liefst drie keer (15:15, 16:00 en 19:30). Een half jaar later volgde de Amerikaanse première door een andere promotor van Adams’ werken, Michael Tilson Thomas, hier met “zijn” San Francisco Symphony. Op 14 november 2000 volgde de eerste uitvoering in Nederland; Micha Hamel leidde het Noordhollands Philharmonisch Orkest in Haarlem. Tot 2025 werd het werk dat slechts 7 minuten duurt 300 keer gespeeld. 
De eerste opname is werd verricht door Michael Tilson Thomas en zijn “leerlingenorkest” New World Symphony (orkest dat opleidt tot toetreding beroepssymfonieorkesten); het is dan januari 1997, Fort Lauderdale (RCA-opname) Vlak daarna (24 juli 1997) ging ook Kent Nagano de geluidsstudio, dit maal in Nottingham in voor zijn opname met het Hallé Orchestra (Nonesuch Records). Beide dirigenten hebben meerdere opnamen van Adams’ werk op hun conto staan. Nadien werden meerdere opnamen vrijgegeven van het werk.
Orkestratie
- 1 piccolo, 2 dwarsfluiten (waarvan II ook piccolo), 2 hobo’s, 1 althobo, 1 esklarinet, 2 klarinetten, 1 basklarinet, 3 fagotten, 1 contrafagot
- 4 hoorns, 3 trompetten, 2 trombones, 1 bastrombone, 1 tuba
- pauken, 4 personen voor percussie (met de meest uiteenlopende instrumenten van xylofoon tot tamtam), piano (als orkestinstrument)
- violen, altviolen, celli, contrabassen